# 北見站
北見站（日语：／ Kitami eki */?）是位於北海道北見市大通西，屬於北海道旅客鐵道（JR北海道）和日本貨物鐵道（JR貨物）的鐵路車站。本站是石北本線上的車站，特急「鄂霍次克」（オホーツク）的全部車次皆在此停靠，
特別快速「北見」（きたみ）也以本站為起點站。此站過去曾是北海道池北高原鐵道故鄉銀河線的總站，可以進行轉乘，但隨路線於2006年取消後，轉乘亦不再存在。

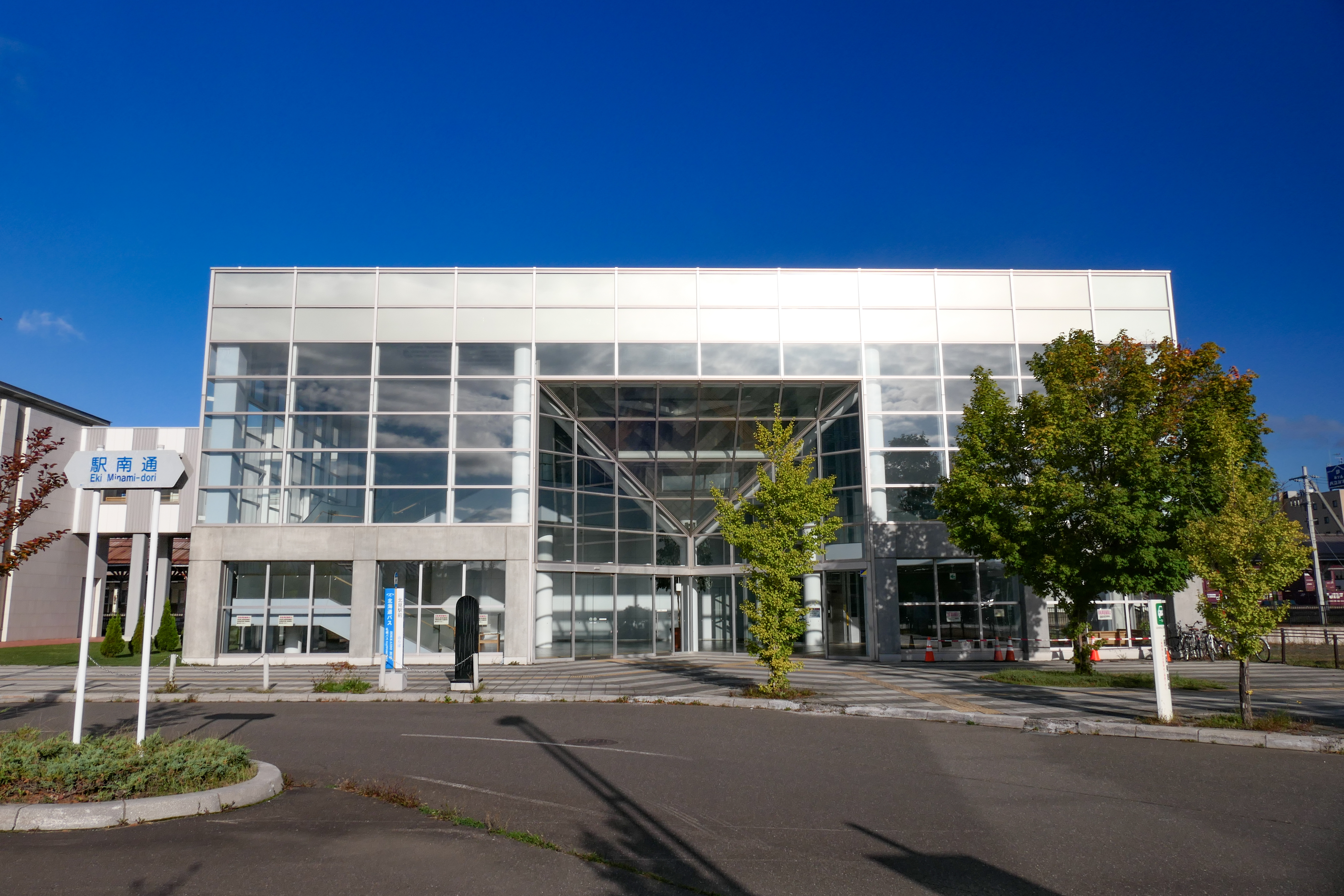
自由通路出入口(2021年9月)

## 車站構造

### JR北海道

#### 站房

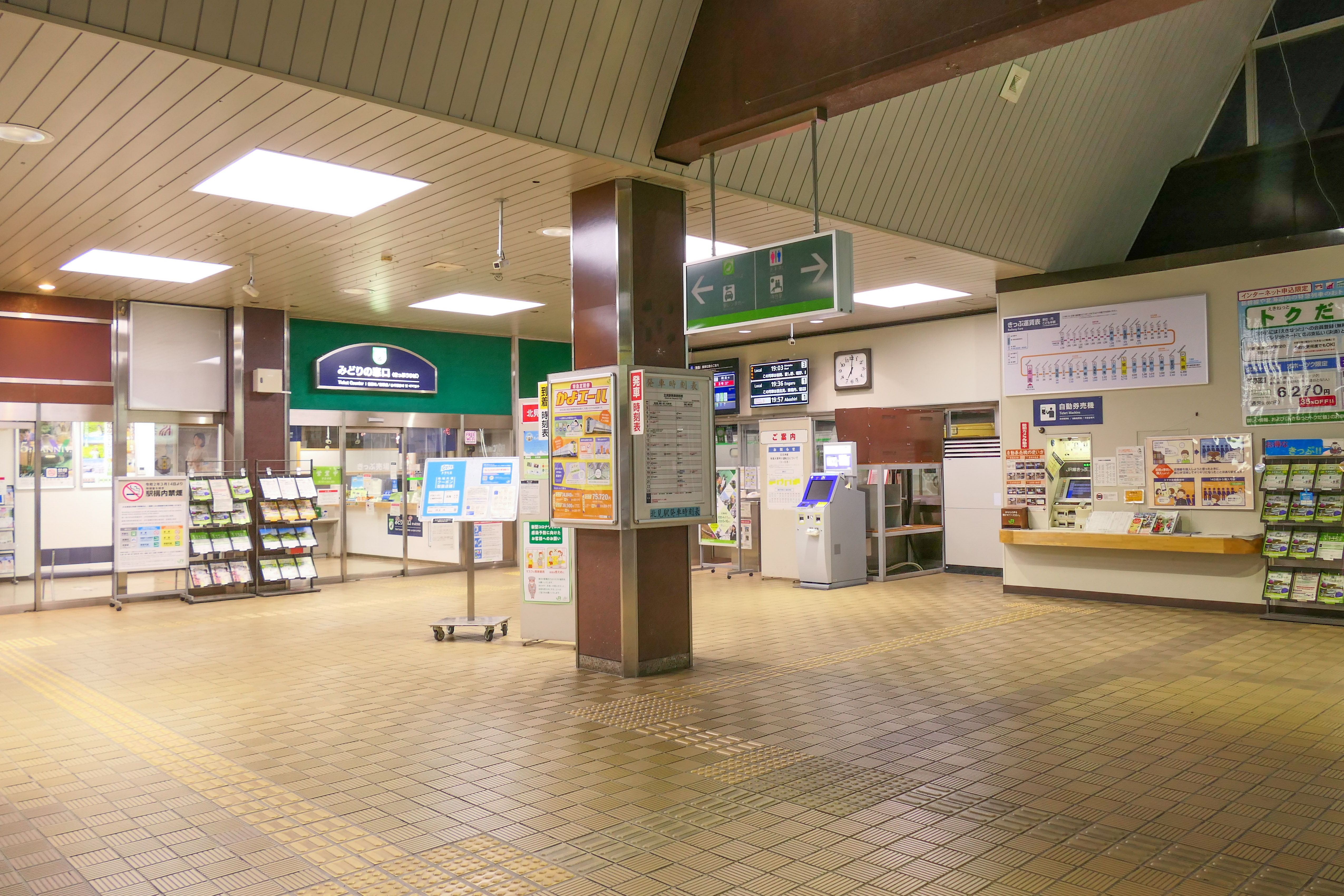
車站內部(2021年5月)

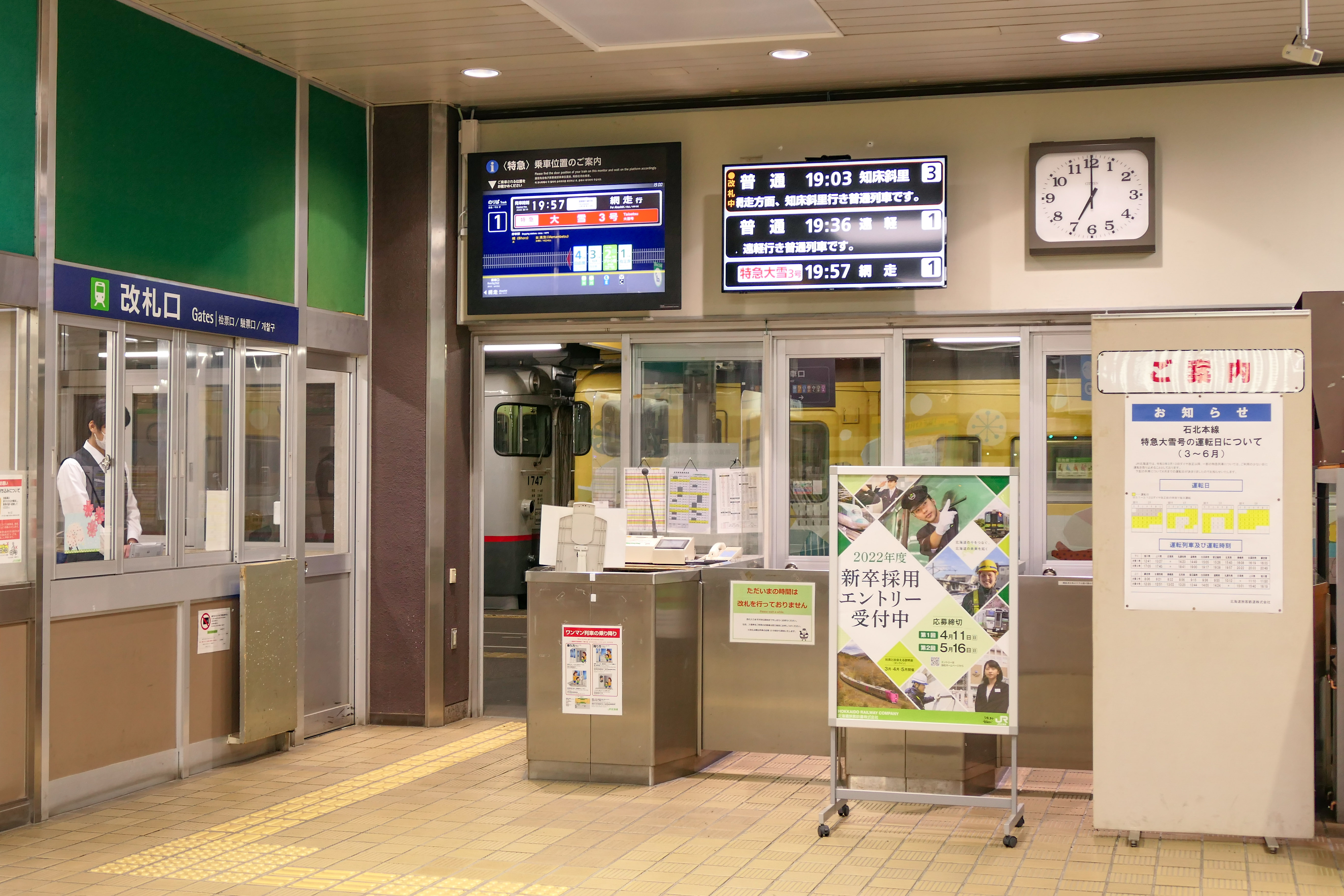
驗票口(2021年5月)

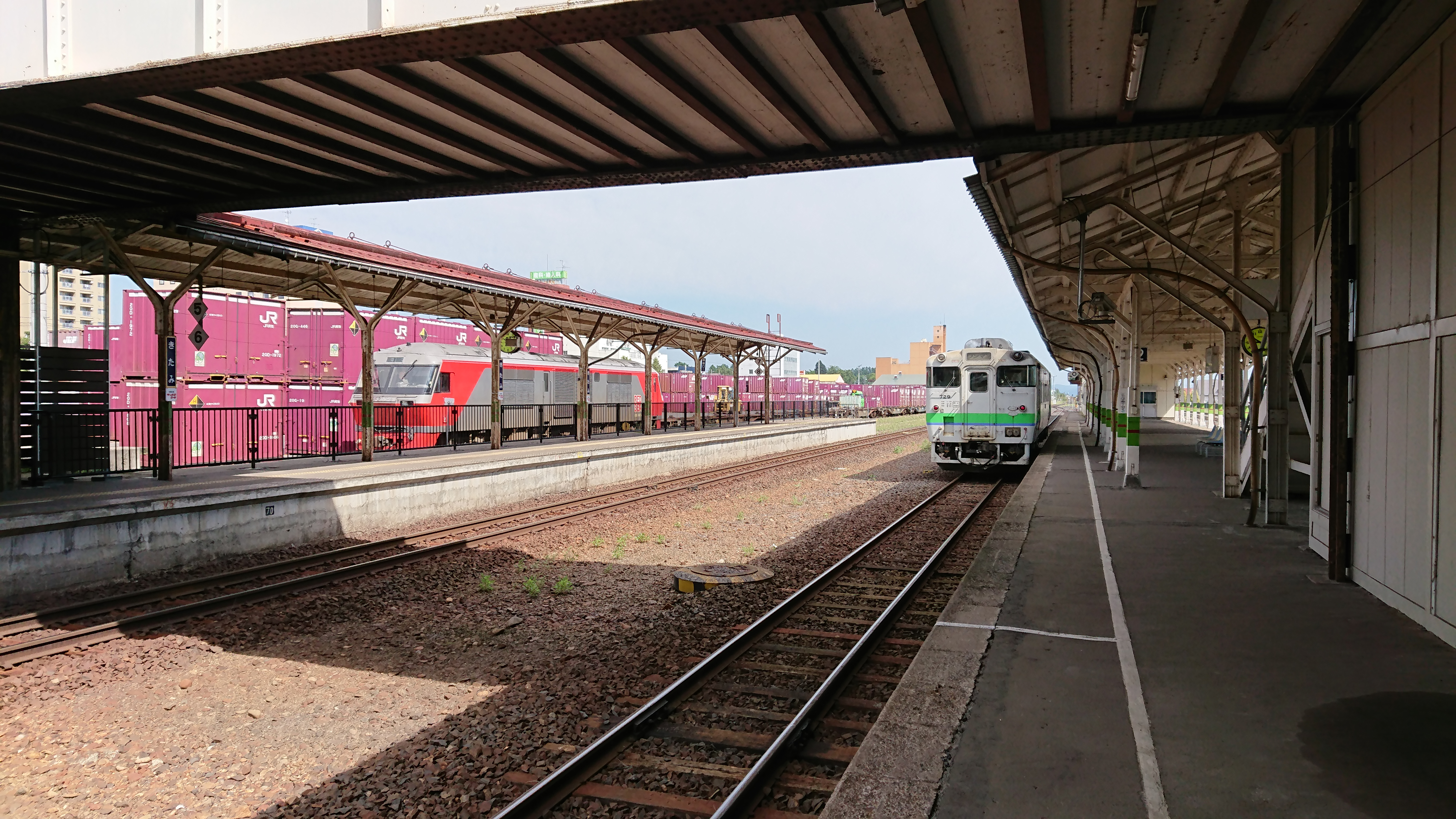
月台(2020年9月)

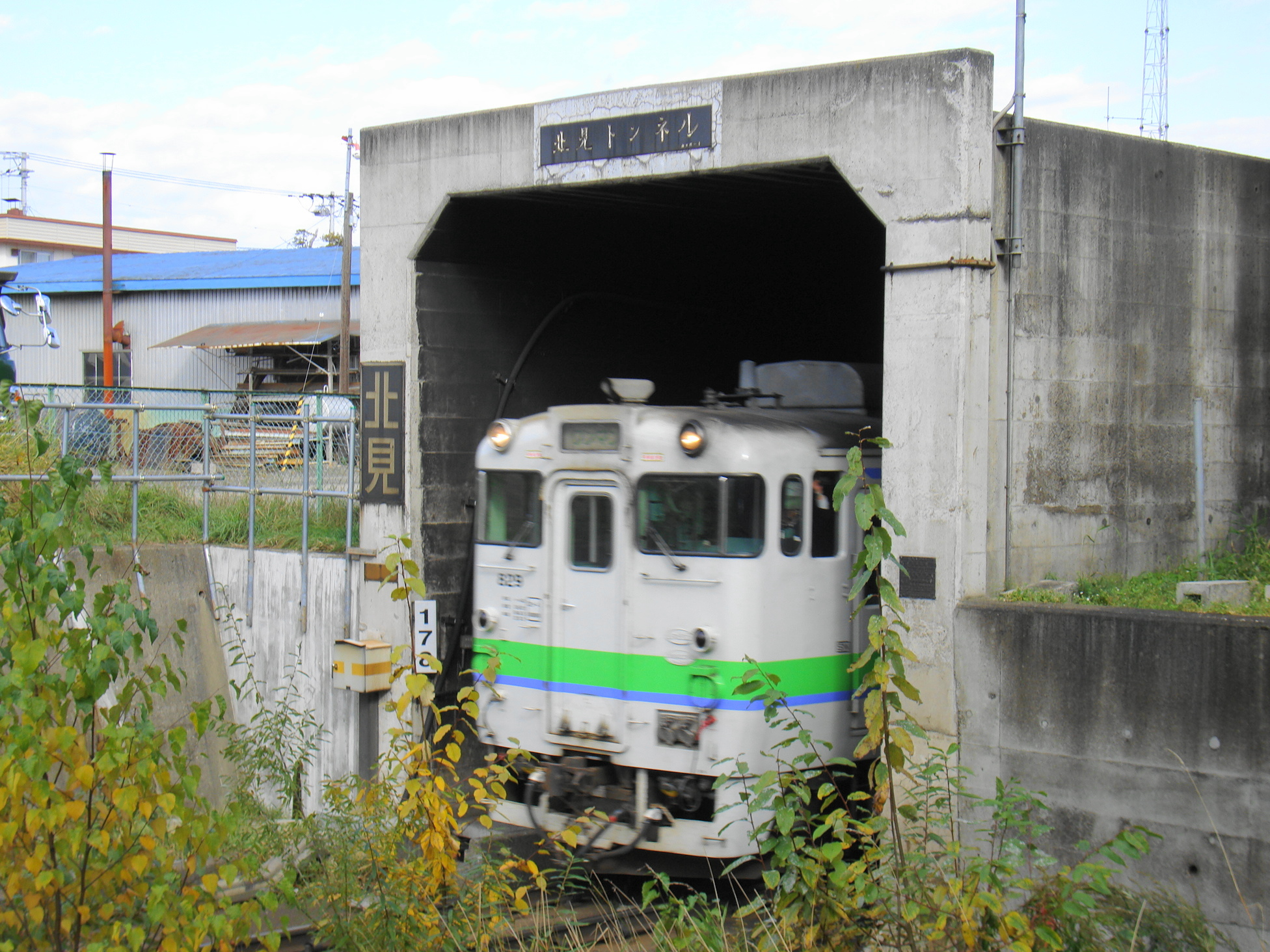
北見隧道

本站的站房位於北見隧道與高架橋之間，為兩層高水泥建築物，主要設施集中於地下。站內設有綠窗口（營業時間為6:00～22:30）、旅行中心（JR北海道所屬的旅行中心又暱稱為星光廣場（ツインクルプラザ））北見分店（營業時間為9:30～17:30）、自動售票機、候車室、KIOSK、郵貯銀行ATM。過去曾有立食蕎麥麵店販賣車站便當，但在2007年（平成19年）8月結束營業。

#### 月台配置
擁有側式月台及島式月台各1座，共提供2線3面的配置，同時亦有2條側線。月台之間以行人天橋連接，於西北見方向設有一座北見運轉所，供列車留置。
一般情況下，上、下行列車均會使用1號月台發車，當遇上列車交換時，上行列車就會改使用島式月台。過往故鄉銀河線則多以2號月台發車。在島式月台向西北見方向的末端，部份2號月台曾被拆走，改為頭端式月台，並稱為3號月台，但因日久失修，加上使用率不多，該月台後來遭棄用，原4號月台則改為現時的3號月台。

### JR貨物
JR貨物車站位於旅客站的東北方，擁有1面1線的裝箱月台（コンテナホーム），只處理12英呎長的貨櫃。JR貨物北見營業所的營業窗口設於月台上。
北見站貨物多以洋蔥之類的農產品為主，處理量隨著季節而有變化，例如收穫期間的秋、冬兩季，因貨量較大，會有貨物列車停靠，而其他時間則以改以公路貨櫃車行駛。貨櫃車班次屬常規性，每天共有5班往來北旭川站；而開往札幌貨物總站的臨時高速貨物列車，1天則對開2班。
除了農產品外，車站亦有處理工業廢料，包括送往市內「野村興產Itomuka礦山」的水銀廢料（為愛奴語，意思為光輝之水，即水銀），並已取得運送及處理工業廢料的准許。

## 車站周邊
- 國道39號
- 北見市公所
- 北見警察署
- 北見警察署站前派出所
- 北見郵局（與日本郵便北見分店併設）
- 北見大通郵局
- 北海道勞動金庫北見分店
- 北見信用金庫
  - 總店
  - 大通分店(原為紋別信用金庫大通分店)
- 網走信用金庫北見分店
- 遠輕信用金庫北見分店
- 北洋銀行北見分店・北見中央分店
- 北海道銀行北見分店
- 日本通運北見分店
- 北見分所
- 北見未來（きたみらい）農業協同組合（JA北見未來）總部
- 中央散步道（薄荷道路）（中央プロムナード（みんとロード））
- 團體廣場 Parabo（コミュニティプラザ パラボ）（日语：まちきた大通ビル）（原為北見東急百貨店）
- Putipal（プチパル）
- 北見藝術文化大廳（北・藝術21）
- 鄂霍次克木之廣場（オホーツク木のプラザ）
- 北見紅十字醫院

## 历史
- 1911年（明治44年）

- 7月8日 - 設置野付牛機關區。
- 9月25日 - 日本國有鐵道網走線（之後的網走本線）由淕別延伸至此，並設立野付牛站（のっけうしえき）。

- 1912年（大正元年）11月8日 - 湧別輕便線（之後的留邊蘂輕便線、湧別線）設立留邊蘂站。
- 1914年（大正3年）10月5日 - 網走線從此延伸至網走站。
- 1932年（昭和7年）10月1日 - 部分湧別線編入石北線，成為網走本線與石北線的連接站。
- 1942年（昭和17年）10月1日 - 實行市町制，改稱為北見站。野付牛機關區亦改稱為北見機關區。
- 1950年（昭和25年）2月1日 - 設置北見客貨車區。
- 1961年（昭和36年）4月1日 - 分離網走本線，成為石北本線與池北線的連接站。
- 1977年（昭和52年）9月18日 - 日本最初的鐵道地下化北見隧道完工通車。
- 1981年（昭和56年）7月16日 - 完成站內的地下道。
- 1983年（昭和58年）10月1日 - 改建站房。
- 1986年（昭和61年）11月1日 - 廢止行李與貨物處理的業務。設置北見集貨中心，並開始使用汽車代行運輸。
- 1987年（昭和62年）

- 3月31日 - 重新開辦貨物處理的業務。貨物列車僅於秋、冬兩季行駛。
- 4月1日 - 國鐵分割民營化後成為北海道旅客鐵道（JR北海道）、日本貨物鉄道（JR貨物）轄下的車站。JR貨物亦繼承北見集貨中心。

- 1989年（平成元年）6月4日 - 池北線轉換為北海道池北高原鐵道故鄉銀河線。
- 2006年（平成18年）

- 4月1日 - 廢止北見集貨中心，統合至北見站。
- 4月21日 - 北海道池北高原鐵道故鄉銀河線廢線。

## 相鄰車站
北海道旅客鐵道（JR北海道）
■石北本線
- 特急「鄂霍茨克」、「大雪」停靠站

特別快速「北見」
西北見（A59）－北見（A60）
普通
西北見（A59）－北見（A60）－柏陽（A61）

## 外部連結
- （日語）JR北海道 – 北見車站（页面存档备份，存于）
- （日語）全驛參觀之旅（页面存档备份，存于）